# Никольский собор (Сеул)
Никольский собор (кор. 정교회 성 니콜라스 대성당) — кафедральный собор Корейской митрополии Константинопольской православной церкви, расположенный в Сеуле (Республика Корея).

## История
Первый храм в честь святителя Николая Чудотворца (Чон-дон), построенный для нужд Русской духовной миссии в Корее, был освящён 17 апреля 1903 года в центре Сеула. Церковь была разрушена во время Корейской войны.
Нынешний новый собор в византийском стиле был построен в 1968 году благодаря греческим солдатам миссии ООН, начавших сбор средств для строительства. В храме находятся две иконы, которые были привезены первыми русскими миссионерами: список Тихвинской иконы Божией Матери и преподобного Серафима Саровского.